# 남기춘
남기춘(南基春, 1960년 3월 18일 ~ )은 대한민국의 검사 출신 법조인이다.

## 생애
홍익사대부고, 서울법대를 나왔으며 제 25회 사법시험에 합격하여 검사생활을 시작하였다. 검사 초임시절에는 김태촌, 조양은 등 조폭두목을 구속하기도 하였다.
2003년 대검찰청 중앙수사본부1과 과장으로 재직할 당시 안대희 중앙수사부장의 지휘를 받아 한나라당의 대선자금을 수사하였다. 당시 그는 삼성 구조본부의 압수수색과 이학수의 구속을 주장하였으나 받아들여지지 않았다.
특히 당시 대선자금 수사에서 막 대권을 잡은 노무현 정권을 수사하면서 최도술 등 측근을 구속하기도 했다.
2004년 6월 서울지검 특수2부에 부임하자, 해당부서에서 담당하던 삼성 에버랜드 전환사채 저가 배정 사건이 서울지검 금융조사부로 넘어갔다.
안대희 검사는 '남기춘 같은 애들을 챙겨야 해서 내가 검찰을 못 떠난다'고 말했다고 대선자금 수사당시 삼성의 법무팀에 근무하던 김용철 변호사는 기술하였다.
대구지검 1차장으로 검사장 승진을 하였으며 대검 공판송무부장을 거쳐 서부지검장으로 근무하였다.
2011년 1월 남기춘은 사표를 내고 검찰 생활을 마무리하고, 4월 변호사로 개업하였다.